# Caluire-et-Cuire
Caluire-et-Cuire – miejscowość i gmina we Francji, w regionie Owernia-Rodan-Alpy, w departamencie Rodan.
Według danych na rok 1990 gminę zamieszkiwało 41 311 osób, a gęstość zaludnienia wynosiła 3953 os./km² (wśród 2880 gmin regionu Rodan-Alpy Caluire-et-Cuire plasuje się na 12. miejscu pod względem liczby ludności, natomiast pod względem powierzchni na miejscu 1087.).

## Galeria

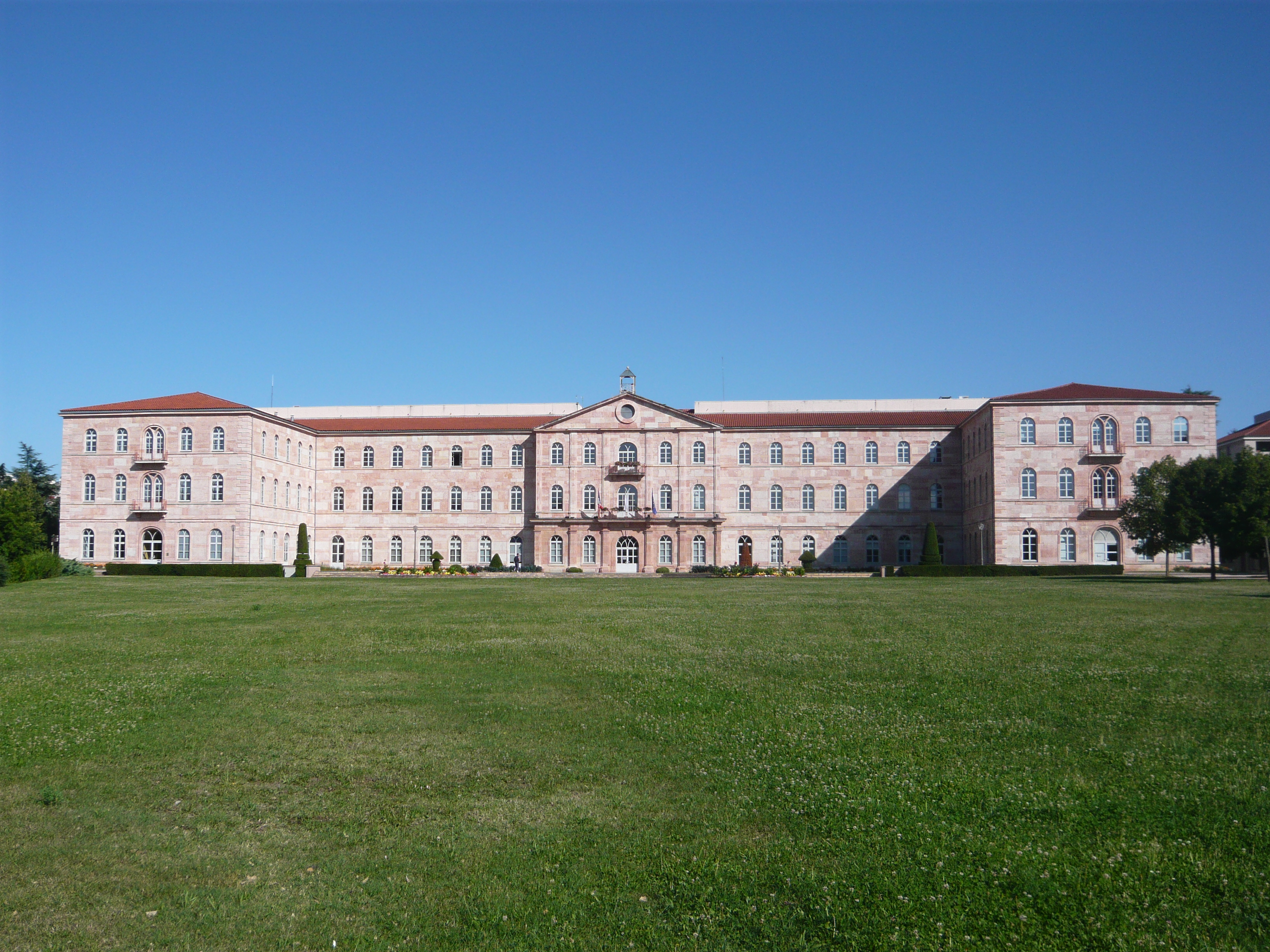
Ratusz w Caluire-et-Cuire, 2008
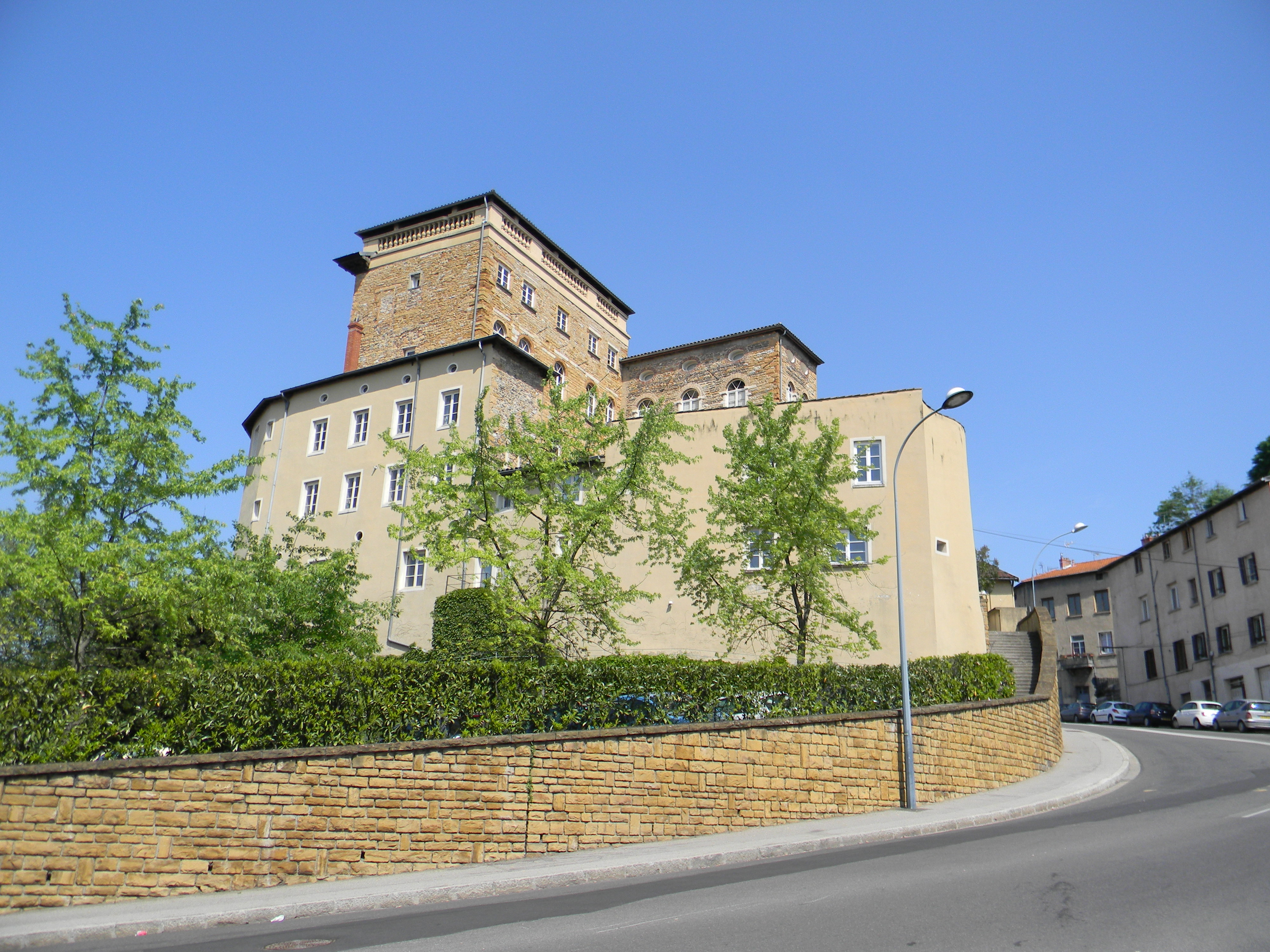
Zamek w Caluire-et-Cuire, 2011
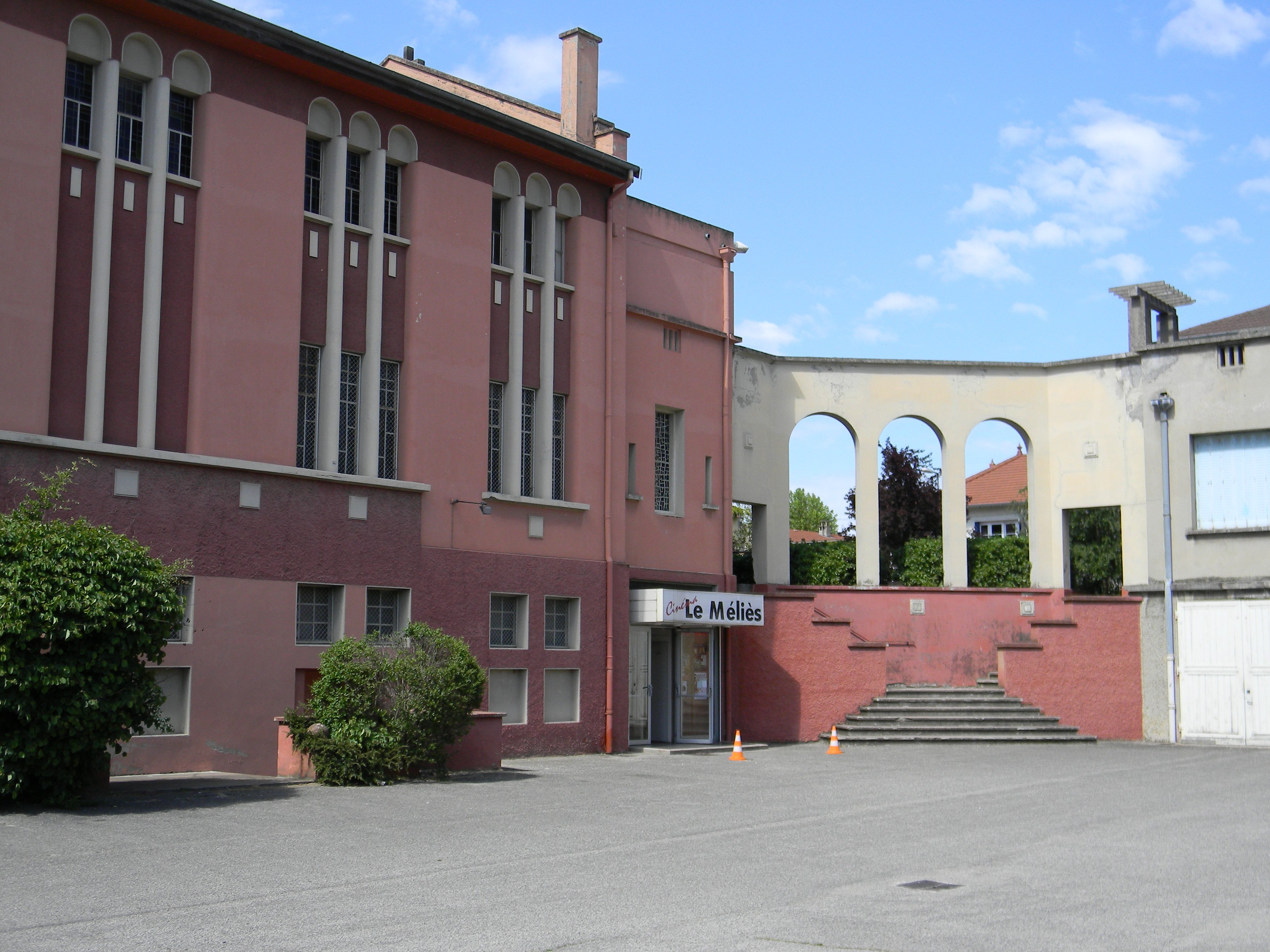
Kino w Caluire-et-Cuire, 2011